# Carlo Sacconi
Carlo Sacconi (ur. 9 maja 1808 w Montalto, zm. 25 lutego 1889 w Rzymie) – włoski kardynał.

## Życiorys
Pochodził z Montalto. Od 1839 pracował w dyplomacji papieskiej. W 1851 mianowany tytularnym arcybiskupem Nicei i nuncjuszem apostolskim w Bawarii. W 1853 przeniesiony na nuncjaturę w Paryżu, gdzie pozostał przez osiem lat. W 1861 Pius IX mianował go kardynałem prezbiterem tytułu Santa Maria del Popolo. Zorganizował w Rzymie seminarium dla kleryków z Ameryki Łacińskiej i został protektorem Kolegium Latynoamerykańskiego w Rzymie. Prefekt Sygnatury Apostolskiej 1867–1877, następnie pro-datariusz Jego Świątobliwości. Uczestniczył w Soborze Watykańskim I 1869–1870. Biskup diecezji suburbikarnych Palestrina (1870-1878), Porto e Santa Rufina (1878–1884) i Ostia e Velletri (od 1884 do śmierci). Brał udział w konklawe 1878. Dziekan Św. Kolegium Kardynałów i prefekt Św. Kongregacji ds. Ceremonii od marca 1884. Zmarł w rzymskim pałacu Datarii Apostolskiej.